# 男と女!!雨のち晴
『男と女!!雨のち晴』（おとことおんな あめのちはれ）は、2000年8月7日から2001年3月19日までフジテレビで放送されていたバラエティ番組である。主に探偵をテーマにしたドキュメンタリードラマ仕様であった。

## 放送時間
- 毎週月曜19:00 - 19:54（JST。一部地域では放送されない地域や、ほかの時間に放送されて他地域もあった）
- テレビ新広島では当時、同時刻にローカル番組『広島もてなしキング』を放送していたが、担当者の不祥事で2000年9月に打ち切られたために、『雨のち晴』が2000年末までつなぎ番組としてネットされた（同局ではその後2001年1月にローカル番組が復活したが、2002年7月以降はフジテレビの番組を同時ネットするようになった。）。
- 番組のテーマ曲はダウン・タウン・ブギウギ・バンドの『身も心も』。

## MC
前番組の『となりのココロ』に出演していた美川憲一と、『愛する二人別れる二人』にゲストパネラーとして出演していた梅沢富美男。
| フジテレビ 月曜19時枠 | フジテレビ 月曜19時枠 | フジテレビ 月曜19時枠     |
| 前番組                | 番組名                | 次番組                    |
| --------------------- | --------------------- | ------------------------- |
| となりのココロ        | 男と女!!雨のち晴      | 新常識クイズ!目からウロコ |